# Eishockey-Landesliga Bayern 1977/78
Die Eishockey-Landesliga Bayern 1977/78 wurde unter dem Dach des Bayerischen Eissportverbandes (BEV) organisiert und war nach der Bayernliga eine der sechsthöchsten Spielklassen im deutschen Eishockey.

## Saisonverlauf
In der 30. Ausspielung dieser Bayerischen Landesliga wurde der TSV Hopferau Meister und Aufsteiger in die Bayernliga 1978/79. Die nachfolgenden Platzierungen belegten der ESV Burgau, TSV Marktoberdorf, EV Garmisch, EC Geisenhausen und der SV Bayreuth. Durch den Aufstiegsverzicht des TSV Marktoberdorf und des EV Garmisch konnten der SV Bayreuth und die EA Kempten als Aufsteiger nachrücken.

### Modus
In der Saison 1977/78 wurde in vier Vorrundengruppen eine Einfachrunde gespielt. Nach der Vorrunde qualifizierten sich sechs Mannschaften für die Meister- und Aufstiegsrunde. Sieger der Runde war bayerischer Landesligameister und Aufsteiger. Auch die Plätze zwei bis fünf wären aufstiegsberechtigt gewesen. Da aber zwei Teams ihren Aufstiegsverzicht erklärten, konnte der Sechstplatzierte und eine weitere Mannschaft als Aufsteiger nachrücken.

## Teilnehmer
Nicht mehr dabei waren die Auf- und Absteiger der Vorsaison. Neu hinzukamen die Absteiger aus der Bayernliga und die Aufsteiger aus der bayerischen Kreisliga.

### Meister- und Aufstiegsrunde
|    | Mannschaft        | Spiele | Tore  | Diff. | Punkte |
| -- | ----------------- | ------ | ----- | ----- | ------ |
| 1. | TSV Hopferau      | 10     | 57:32 | +25   | 16     |
| 2. | ESV Burgau        | 10     | 53:29 | +24   | 14     |
| 3. | TSV Marktoberdorf | 10     | 45:42 | +3    | 10     |
| 4. | EV Garmisch       | 10     | 37:36 | +1    | 9      |
| 5. | EC Geisenhausen   | 10     | 25:51 | −26   | 5      |
| 6. | SV Bayreuth       | 10     | 35:61 | −26   | 2      |

 BLL-Meister und Aufsteiger  Aufsteiger, (N) = Neu in der Liga
- Nachrücker: Die EA Kempten kam zu den Aufsteigern noch als Nachrücker hinzu.